# David Heska Wanbli Weiden
Pour les articles homonymes, voir Weiden.
David Heska Wanbli Weiden, né en 1963, est un romancier américain, auteur de roman policier.

## Biographie
David Heska Wanbli Weiden est un membre de la Nation Lakota Sicangu. Il est diplômé de l'Institute of American Indian Arts (en) et a reçu un doctorat de l'Université du Texas à Austin.
En 2019, il publie à destination de la jeunesse une biographie de Spotted Tail, important chef lakota de la bande des Brûlés. Cette biographie reçoit le Spur Award (en) 2020 Best Western Juvenile Nonfiction.
En 2020, il publie son premier roman, Justice indienne (Winter Counts), avec lequel il est lauréat en 2021 de nombreux prix dont le prix Anthony, le prix Barry et le prix Macavity dans la catégorie premier roman. Ce roman est qualifié par The New York Times de « thriller granuleux et captivant » par un auteur « lui-même issu d'une branche de la tribu Lakota, et [dont le] livre s'appuie sur une recherche approfondie de son histoire et de ses traditions ».

## Œuvre

### Roman
- Winter Counts (2020) 
  - Justice indienne, Éditions Gallmeister coll. « Fiction » (2021)  (ISBN 978-2-35178-232-3), réédition Éditions Gallmeister coll. « Totem » no 211 (2022)  (ISBN 978-2-35178-840-0)

### Biographie
- Spotted Tail (2019)

### Nouvelles
- Apollo (2012)
- Saltines (2012)
- Winter Counts (2014)
- Sourtoe (2014)
- Spork (2016)
- Skin (2021)
- Burning Heart (2021)
- Hooch (2022)
- Colfax and Havana (2022)
- Sundays (2023)

## Prix et distinctions

### Prix
- Spur Award (en) 2020 Best Western Juvenile Nonfiction pour Spotted Tail[2]
- Prix Anthony 2021 du meilleur premier roman pour Winter Counts[3]
- Prix Lefty 2021 du meilleur premier roman pour Winter Counts[4]
- Prix Thriller 2021 du meilleur premier roman pour Winter Counts[5]
- Prix Barry 2021 du meilleur premier roman pour Winter Counts[6]
- Prix Macavity 2021 du meilleur premier roman pour Winter Counts[7]
- Spur Award 2021 Best Western Contemporary Novel pour Winter Counts[2]
- Spur Award 2021 Best First Novel pour Winter Counts[2]
- Spur Award 2022 Best Western Short Fiction pour Skin[2]

### Nominations
- American Indians in Children’s Literature–Best Books of 2019 pour Spotted Tail[8]
- Prix Shamus 2019 du meilleur premier roman pour Winter Counts[9]
- Prix Hammett 2020 du meilleur premier roman pour Winter Counts[10]
- Prix Edgar-Allan-Poe 2021 du meilleur premier roman pour Winter Counts[11]